# Ilê Aiyê
O Ilê Aiyê, ou Ilê, é o primeiro bloco afro do Brasil e se consolidou como uma das expressões culturais do Carnaval de Salvador.
Fundado em 1974 por moradores do bairro do Curuzu, constitui um grupo cultural que promove a expansão da cultura de origem africana no Brasil. A expressão significa, em língua iorubá, Mundo negro ou Casa de negro ou ainda Casa da Terra.

## História
O Ilê Aiyê foi fundado em 1 de novembro de 1974 por Antônio Carlos dos Santos e Apolônio de Jesus no bairro do Curuzu, com a proposta de ser um bloco negro. Sua primeira apresentação ocorreu no carnaval de 1975, tendo participação de menos de cem pessoas. Nela o grupo apresentou a música Que Bloco é Esse, de Paulinho Camafeu:  

Que Bloco é esse
Eu quero saber
É o mundo negro
Que viemos cantar para você

A história do Ilê Aiyê mistura-se à história do terreiro Ilê Axé Jitolu e sua responsável, a Ialorixá Mãe Hilda. Por aproximadamente 20 anos, o terreiro serviu ao bloco como diretoria, secretaria, salão de costura e recepção de associados. No Carnaval, o bairro do Curuzu é palco de um ato cultural-religioso, a bênção para a saída do bloco.
O surgimento do grupo evidenciou a fragilidade do conceito de democracia racial, provocando críticas como a do jornal A Tarde, que em 12 de fevereiro de 1975 tinha como manchete: "Bloco Racista, Nota Destoante". Inicialmente seus fundadores pretendiam nomeá-lo "Poder Negro". Entretanto, a Polícia Federal da Bahia impediu o registro do bloco com este nome alegando conotações negativas e "alienígenas". Além disso, à época, a imprensa baiana apoiou e incentivou a proibição acusando o movimento de formação do bloco de ter "inconcebíveis intenções subversivas" por pretender vincular a situação do negro brasileiro à do negro americano.
Atualmente o bloco mantém uma associação cultural com cerca de 3 mil associados, sendo considerado um patrimônio da cultura baiana, marco no processo de reafricanização do Carnaval da Bahia. Caracteriza-se também como uma entidade de militância negra, contando com ações de valorização da cultura e de combate ao racismo.

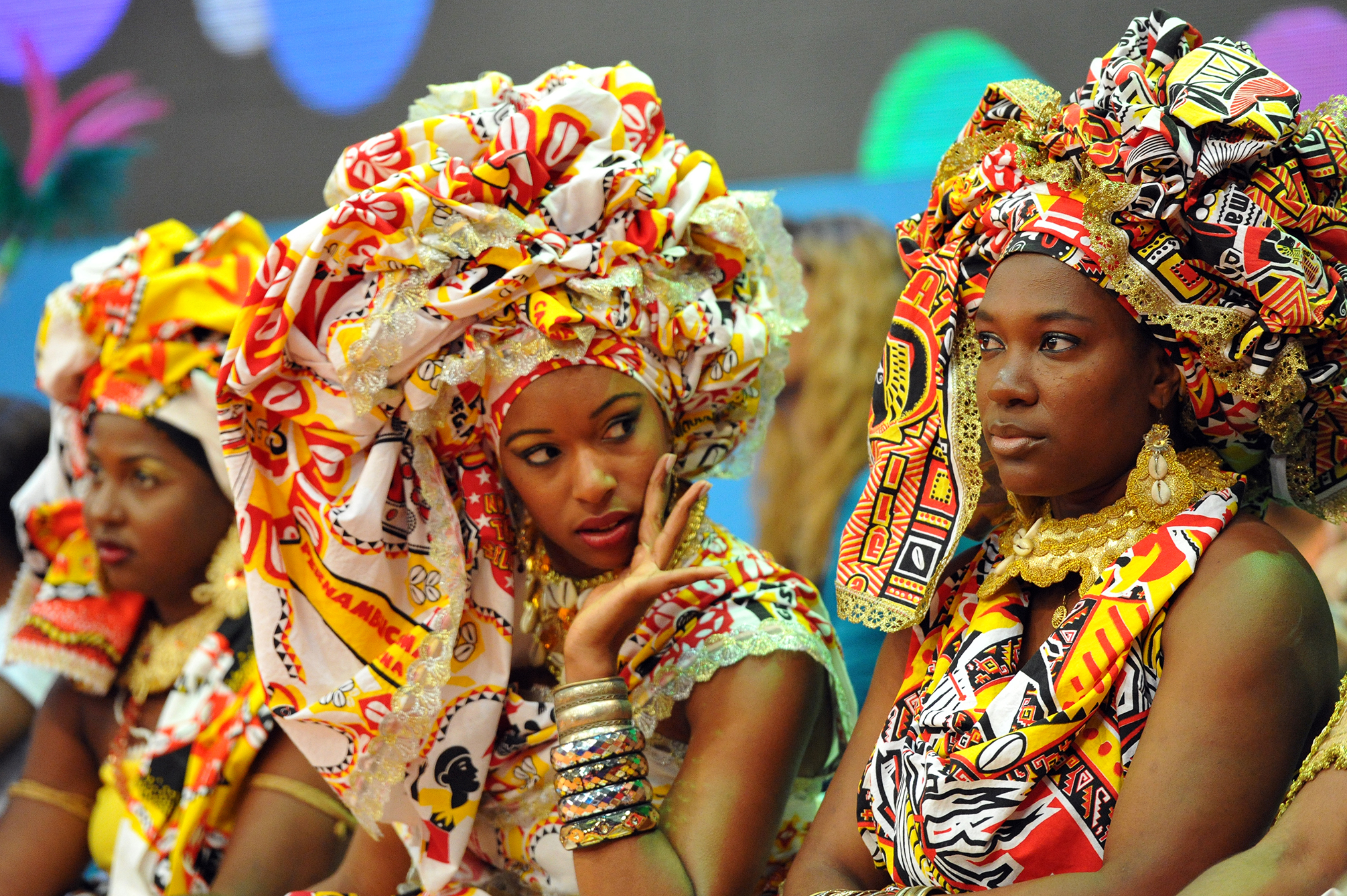
Ilê Aiyê (2011)

A música também mantém-se tradicional, calcada no batuque dos tambores e na potência das vozes. Com vários discos gravados, o Ilê Aiyê excursiona freqüentemente ao exterior. O projeto cultural mantém escolas para crianças carentes em Salvador. Entre os maiores sucessos do bloco estão "Que Bloco É Esse", "Depois que o Ilê Passar", "Charme da Liberdade", "Viva o Rei", "Décima Quinta Sinfonia", "Exclusão", "Deusa do Ébano".
O objetivo da entidade é preservar, valorizar e expandir a cultura afro-brasileira. Para isso, desde que foi fundado, vem homenageando os países, nações e culturas africanos e as revoltas negras brasileiras que contribuíram fortemente para o processo de fortalecimento da identidade étnica e da autoestima do negro brasileiro, tornando populares os temas da história africana vinculando-os com a história do negro no Brasil, construindo um mesmo passado, uma linha histórica da negritude.  
O seu movimento rítmico musical, inventado na década de 1970, foi responsável por uma revolução no carnaval baiano. A partir desse movimento, a musicalidade do carnaval da Bahia ganha força com os ritmos oriundos da tradição africana favorecendo o reconhecimento de uma identidade peculiar baiana, marcadamente  negra. O espetáculo rítmico-musical e plástico que o bloco exibe no carnaval emociona baianos e turistas e arranca aplausos da população. 
A riqueza plástica e sonora do Ilê Aiyê retoma todas as formas expressadas na evolução dos movimentos de renascimento negro-africano, negro-americano ou afro-americano, as decodifica para o contexto específico da realidade baiana, sem perder de vista a relação de identificação entre todos "os negros que se querem negros" em qualquer parte do mundo, ressaltando sempre o caráter comum da origem ancestral, de um passado comum que os irmana.
No bloco carnavalesco do Ilê, o que chama atenção é o fato de só se aceitarem pessoas negras. Um turista estrangeiro branco ou mesmo um brasileiro branco que tenha interesse em comprar um abadá do bloco do Ilê será prontamente recusado por não ser negro. A diretoria da instituição acredita que essa é a única maneira de manter o bloco como sendo essencialmente negro.
Ilê Aiyê foi responsável por uma enorme Revolução Cultural no Brasil. É frequentemente mencionado que em Salvador, antes da fundação de Ilê Aiyê, homens e mulheres negros nunca usavam vestes coloridas, muitas vezes não entravam pela porta da frente, não usavam penteados, e as mulheres negras não usavam batons "chamativos" - tudo por causa da estigmatização racista de séculos. Esta situação foi profundamente alterada para muitos negros a partir de 1975 graças aos processos de empoderamento que o Ilê Aiyê implementou através da Música e do enaltecimento da Cultura e História Africanas.

## Rituais

### A Bênção e o Ritual de Saída do Ilê Aiyê
A celebração, que mescla elementos culturais e religiosos, inicia-se com uma orquestra de percussão e um coral negro, entoando cânticos e ritmos ancestrais. Até 2009, a liderança desse ritual era exercida por Mãe Hilda, ialorixá e figura central na história do Ilê Aiyê. Mãe Hilda, com a sua sabedoria e fé, conduzia a oferenda de milho branco cozido e pipoca, alimentos sagrados para Oxalá, orixá da paz, e Obaluaê, orixá da saúde.
Após a partida de Mãe Hilda, sua filha e sucessora, Hildelice Benta dos Santos, carinhosamente conhecida como Doné Hildelice, assumiu a responsabilidade de manter viva a tradição. Doné, termo do candomblé jeje para sacerdotisa, preserva com zelo cada detalhe do evento, garantindo a continuidade desse marco cultural de Salvador.
O ponto culminante do ritual é a revoada de pombas brancas, um símbolo de paz e pureza, que anuncia a saída da Deusa do Ébano, a representante da beleza negra escolhida pelo Ilê Aiyê. A partir desse momento, o bloco inicia seu desfile pela ladeira do Curuzu, contagiando o público com sua música, dança e ancestralidade.
O ritual de saída do Ilê Aiyê no Curuzu transcende a mera celebração carnavalesca, representando um ato de resistência cultural e religiosa. A tradição, transmitida de geração em geração, fortalece os laços da comunidade afro-brasileira com suas raízes africanas, preservando a memória e a identidade de um povo. 

### Deusa do Ébano
Das majestades que o bloco desperta, tem uma que é divindade: a Deusa do Ébano. Eleita durante a Noite da Beleza Negra, uma festa que ocorre desde 1979 e foi  idealizada por um dos frequentadores do bloco, Sérgio Roberto dos Santos, a partir dos concursos tradicionais de Rainhas do Carnaval. Nos anos anteriores, de 1976 a 1978, antes de a festa ter nome, o concurso elegeu três rainhas. A primeira escolhida, em 1976, foi Mirinha, (Maria de Lourdes Cruz – Salvador, 1958).
A festa subverte a proposta dos concursos de beleza tradicionais, tornando-se um evento de celebração da raça negra. Em sua dimensão política e estética, o concurso é um exercício de autovalorização e de decomposição dos discursos racistas, a partir do reconhecimento da beleza negra. Não se usam padrões de idade ou de medidas para definir a vencedora. O que faz valer a vitória é a força da "deusa" em envolver a plateia e os jurados com sua simpatia e performance.
O espetáculo ocorre antes do Carnaval e é aberto por um cortejo coreografado, com figurinos e adereços da diretora artística e estilista do bloco, Dete Lima. Desse cortejo, em 1985, nasceu o Grupo de Dança do Ilê Aiyê. A programação da noite segue com a apresentação das candidatas – com roupas do Ilê e fantasias individuais. Quando a vencedora é escolhida, ocorre a passagem do manto da deusa eleita no ano anterior. 
A eleita é destaque nas saídas do bloco no Carnaval e participa de todas as suas atividades durante o ano. É consenso que o concurso tem como resultado a consciência de pertencimento étnico-racial e suas reverberações no campo político. São mulheres conscientes de sua dimensão social.

## Discografia
Álbuns de estúdio
| Ano  | Álbum            |
| ---- | ---------------- |
| 1984 | Canto Negro I    |
| 1989 | Canto Negro II   |
| 1996 | Canto Negro III  |
| 1998 | Ilê Aiyê 25 Anos |
| 2015 | Bonito de se ver |